# DSV Alvin

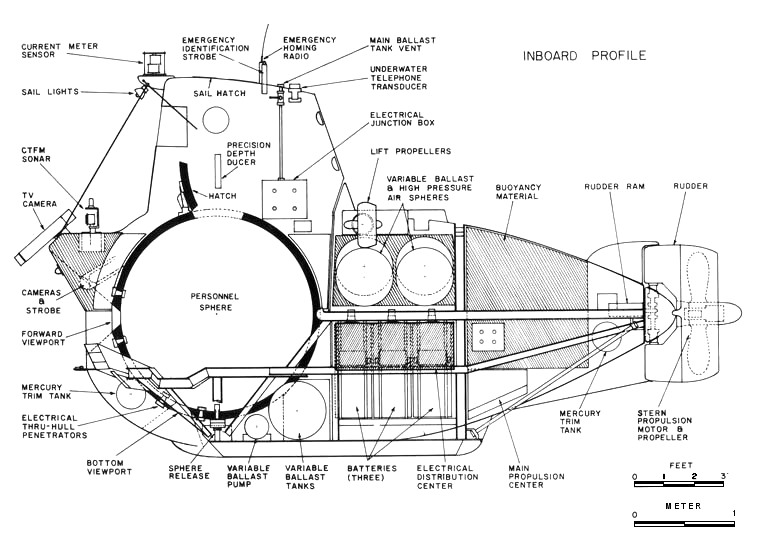
Diagrama mostrando os principais componentes estruturais do DSV Alvin.

Alvin (DSV-2) é um submersível tripulado de investigação do oceano profundo, propriedade da Marinha dos Estados Unidos, mas operado pela Woods Hole Oceanographic Institution (WHOI), uma instituição de investigação oceanográfica com sede em Woods Hole, Massachusetts. Com 7 m de comprimento, 16 toneladas de peso e capacidade para transportar 3 tripulantes até aos 4 500 m de profundidade e aí permanecer durante 9 horas, o veículo foi construído em 1963-1964 pelo grupo de equipamentos electrónicos da General Mills (General Mills Electronics Group) e ao longo da sua vida operacional já transportou mais de 12 000 pessoas em mais de 4 000 mergulhos de observação do oceano profundo. Estima-se que a investigação científica conduzida a bordo do Alvin já deu origem a cerca de 2 000 artigos científicos.

## Historial
O veículo foi construído em 1963-1964 pelo grupo de equipamentos electrónicos da General Mills (General Mills Electronics Group), então parte da Litton Industries, nas mesmas oficinas de Minneapolis, Minnesota, usadas para manufacturar maquinaria para produção de cereais de pequeno-almoço. A sua construção custou então 575 000 dólares.
O submersível recebeu o nome Alvin em homenagem ao principal inspirador da construção do veículo, o físico e oceanógrafo Allyn Vine (1915—1994), e entrou ao serviço a 5 de junho de 1964. O submersível é lançado do navio de investigação e apoio à submersão profunda R/V Atlantis (AGOR-25), também propriedade da Marinha de Guerra dos Estados Unidos e operado pela WHOI. Ao longo da sua história operacional, o submersível já transportou mais de 12 000 pessoas em mais de 4 000 mergulhos para observar o oceano profundo. Estima-se que a investigação científica conduzida pelo Alvin já deu origem a cerca de 2 000 artigos científicos.

### Fontes

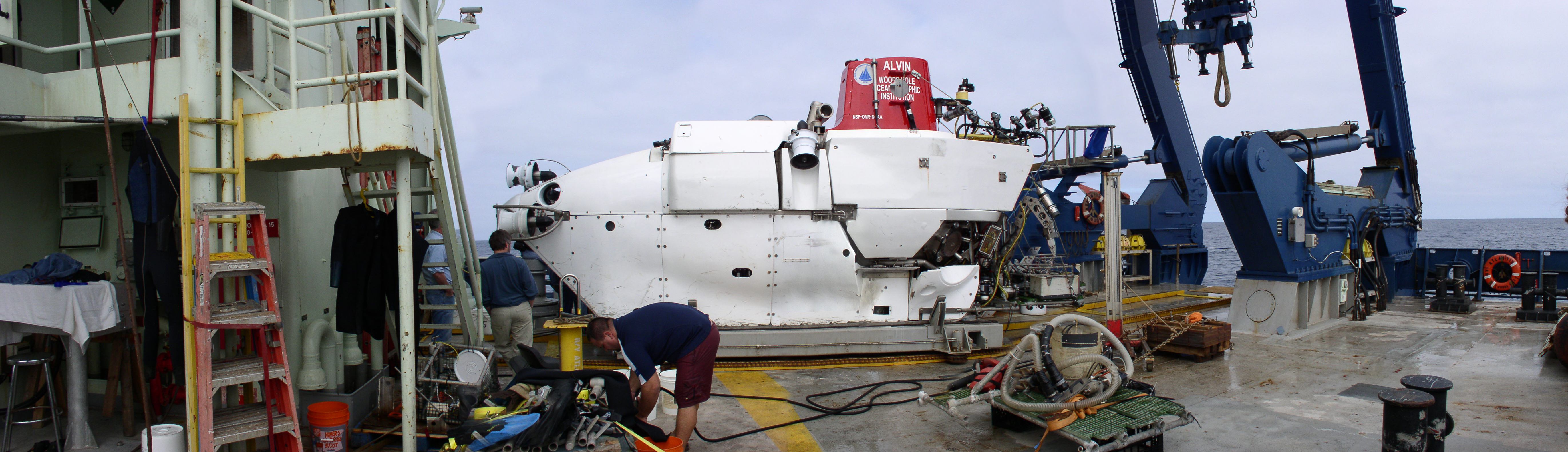
O DSV Alvin junto à popa do R/V Atlantis após uma operação de mergulho. À direita na fotografia a grua utilizada para colocar o submersível na água; à esquerda o hangar onde é mantido o submersível.